# Danthonia secundiflora
Danthonia secundiflora är en gräsart som beskrevs av Jan Svatopluk Presl. Danthonia secundiflora ingår i släktet knägrässläktet, och familjen gräs. Utöver nominatformen finns också underarten D. s. mattheii.